# Neonectria
Neonectria (Wollenw., 1917)) è un genere di funghi ascomiceti. Alcune specie sono importanti parassiti di piante.

## Tassonomia

### Specie
- Neonectria amamiensis
- Neonectria betulae
- Neonectria caespitosa
- Neonectria cinnamomea
- Neonectria confusa
- Neonectria ditissima
- Neonectria dumontii
- Neonectria faginata
- Neonectria fuckeliana
- Neonectria galligena
- Neonectria goroshankiana
- Neonectria hederae
- Neonectria hubeiensis
- Neonectria macroconidialis
- Neonectria major
- Neonectria neomacrospora
- Neonectria phaeodisca
- Neonectria platycephala
- Neonectria punicea
- Neonectria shennongjiana
- Neonectria sinensis
- Neonectria tokuoensis
- Neonectria tokyoensis
- Neonectria vandae
- Neonectria verrucispora

### Sinonimi e binomi obsoleti
- Allantospora Wakker, Meded. Proefstat. Oost-Java, ser. 2 28: 4 (1896) [1895]
- Cephalosporium subgen. Allantospora (Wakker) Cif., Arch. Protistenk. 78: 235 (1932)
- Chitinonectria M. Morelet, Bull. Soc. Sci. nat. Arch. Toulon et du Var 178: 6 (1968)
- Coleomyces Moreau & M. Moreau, Bull. trimest. Soc. mycol. Fr. 53: 37 (1937)
- Cylindrium Bonord., Handb. Allgem. mykol. (Stuttgart): 34 (1851)
- Cylindrocarpon Wollenw., Phytopathology 3(4): 225 (1913)
- Euricoa Bat. & H. Maia, Anais Soc. Biol. Pernambuco 13(1): 151 (1955)
- Fusidium Link, Mag. Gesell. naturf. Freunde, Berlin 3(1-2): 8 (1809)
- Hyaloflorea Bat. & H. Maia, Anais Soc. Biol. Pernambuco 13(1): 154 (1955)
- Moeszia Bubák, Bot. Közl. 13: 94 (1914)